# Alsa Modular Synth

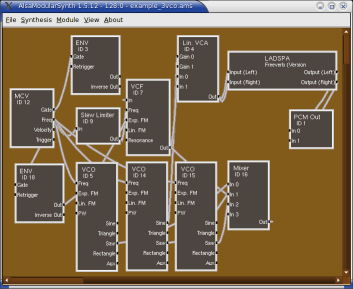
Alsa Modular Synth

Alsa Modular Synth ist ein freier Software-Synthesizer, zur Emulation analoger Modularsynthesizer. Die Software läuft unter unixoiden Betriebssystemen, die als Audiosystem ALSA verwenden.
Alsa Modular Synth steht unter der GPL. Das Programm ist ein virtueller analoger Synthesizer und entspricht in seinen Komponenten den echten analogen Hardwaresynthesizern.
Es eignet sich deshalb für alle, die sich Grundkenntnisse aneignen möchten oder den elektronischen Sound und die elektronisch erzeugten Effekte der analogen Synthesizer lieben und machen möchten.
Man kann beispielsweise ein MIDI-Keyboard an den Rechner anschließen und dann als Synthesizer verwenden.